# Сидоровичи (Угранский район)
Сидоровичи — деревня в Угранском районе Смоленской области России. Входит в состав Русановского сельского поселения.
Население — 4 жителя (2007 год).
Расположена в юго-восточной части области в 5,5 км к северо-западу от Угры, в 5,5 км северо-западнее автодороги Знаменка — Спас-Деменск, на берегу реки . В 5,5 км юго-восточнее от деревни находится железнодорожная станция Угра на линии Торжок — Брянск.
В деревне Сидоровичи родился Герой Советского Союза Алдуненков Петр Ефимович (09.08.1921 - 15.04.1995).  

## История
В годы Великой Отечественной войны деревня была оккупирована гитлеровскими войсками в октябре 1941 года, освобождена в марте 1943 года.